# Bibio columbiaensis
Bibio columbiaensis är en tvåvingeart som beskrevs av Hardy 1938. Bibio columbiaensis ingår i släktet Bibio och familjen hårmyggor.
Artens utbredningsområde är British Columbia. Inga underarter finns listade i Catalogue of Life.